# Fazenda Rio Grande
Fazenda Rio Grande é um município brasileiro do estado do Paraná, que integra a Região Metropolitana de Curitiba. Sua população, conforme a estimativa populacional para 2024 no município de Fazenda Rio Grande feito pelo Instituto Brasileiro de Geografia e Estatística, é de 161.506 habitantes.

## História
Em 1879, Francisco Claudino Ferreira, junto à Paróquia de São José dos Pinhais, requereu uma área de terras, com a qual formou Fazenda Rio Grande, tornando-se, dessa forma, o primeiro proprietário de terras da localidade. Esta fazenda foi formada em cima de um antigo aldeamento indígena, e o nome original da localidade era Capocu.
A principal atividade de Fazenda Rio Grande era a criação de cavalos de raça, cujo maior cliente era o próprio Exército Brasileiro. No ano de 1913, por intermediação de João Bettega, Tobias Pereira da Cruz adquiriu de Fazenda Rio Grande uma área de 487 alqueires de terras, e José Custódio dos Santos outros 52,5 alqueires no núcleo do Rio Maurício.
A partir de então, a história de Fazenda Rio Grande confunde-se com o expansionismo industrial e populacional de Curitiba, com ação direta no parcelamento do solo urbano da área correspondente à atual sede municipal. Tal fracionamento decorreu dos fenômenos de ocupação urbana da cidade de Curitiba. A procura cada vez maior de pessoas vindas do interior do estado e também de Santa Catarina, por áreas onde morar e pela perda sistêmica de renda, conjugaram-se com os negócios imobiliários em toda a região metropolitana da capital.
As áreas de Fazenda Rio Grande, ao sul de Curitiba, foram uma das últimas redutos da especulação imobiliária. O início do loteamento de Fazenda Rio Grande, filão periférico de Curitiba, deu-se a partir de 1959. Daí para a frente, até os dias de hoje não parou de acontecer. Desde aquela data, foram vendidos 11.157 lotes urbanos, em 39 loteamentos, numa área total de 6.740.337,32 metros quadrados. 

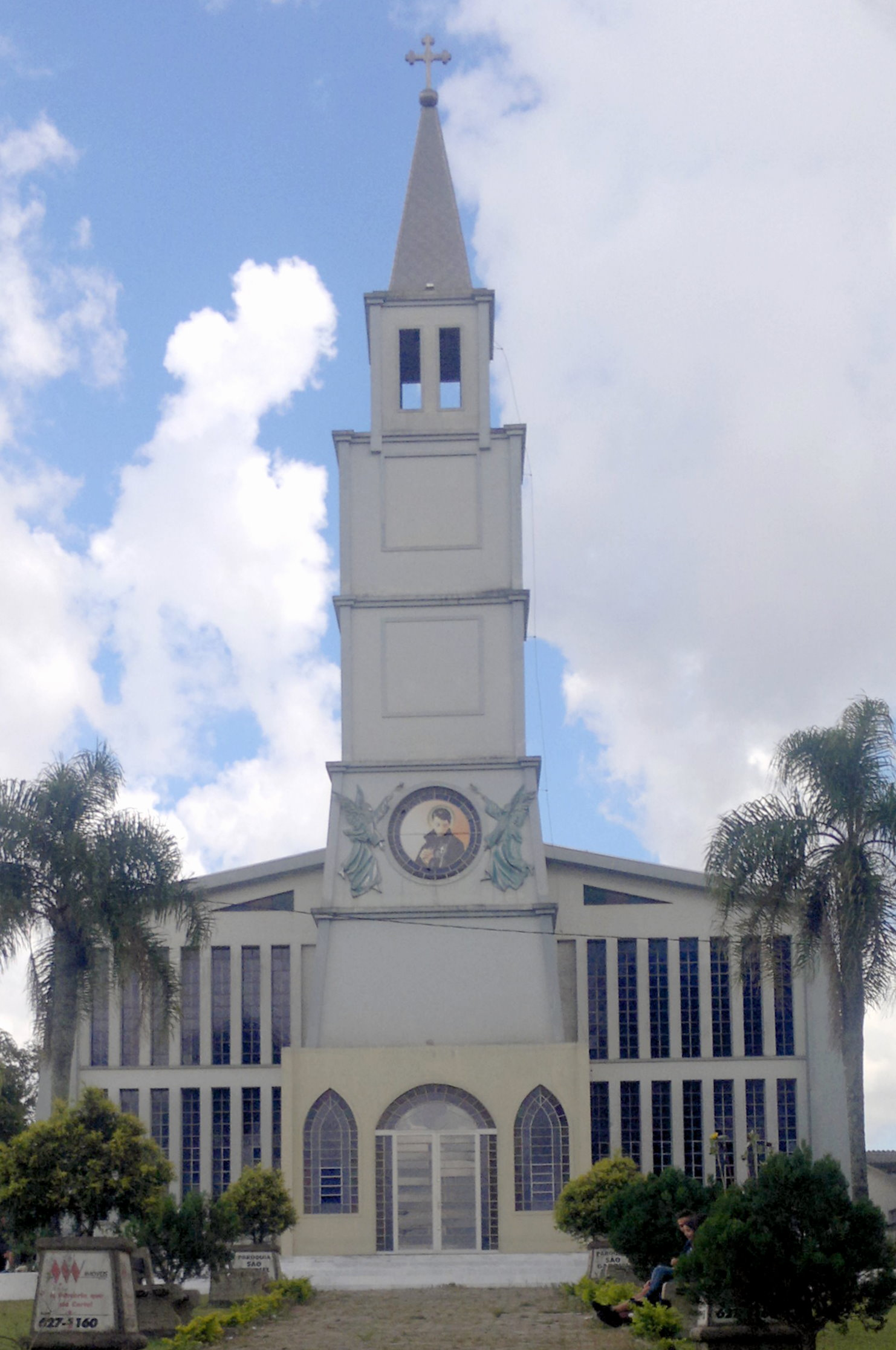
Igreja Matriz São Gabriel da Virgem Dolorosa de Fazenda Rio Grande.

Mais distante da sede municipal de Mandirituba e mais próxima da capital, a população de Fazenda Rio Grande foi organizando sua vida em função da grande cidade, onde havia mais empregos e os demais serviços urbanos.
A prefeitura de Mandirituba foi sendo pressionada para oferecer os serviços básicos de transporte coletivo, educação básica, saúde e creches.
O decreto episcopal do arcebispo curitibano, D. Pedro Fedalto, criou a Paróquia de São Gabriel da Virgem Dolorosa, em 27 de fevereiro de 1978, abrangia toda a área de Fazenda Rio Grande, e ainda a região do Ganchinho (Mandirituba). A paróquia foi instalada em 5 de março do mesmo ano, sendo o primeiro pároco o padre Gabriel Figura.
Pela lei estadual n° 7.521, de 16 de novembro de 1981, sancionada pelo governador Ney Braga, foi criado o distrito administrativo de Fazenda Rio Grande, com território pertencente ao município de Mandirituba. Em 1986 foram iniciadas as obras de construção e pavimentação das avenidas marginais a BR-116, pelo DER. No mesmo ano foi iniciado o Terminal Rodoviário, com características de centro comercial, entrando em operação no ano seguinte.
Em 26 de janeiro de 1990, através da lei estadual n° 9.213, sancionada pelo governador Álvaro Fernandes Dias, o distrito de Fazenda Rio Grande, foi elevado à categoria de município emancipado, com território desmembrado do município de Mandirituba. A instalação oficial ocorreu no dia 1° de janeiro de 1993.

## Geografia

### Bairros
- Estados I
- Estados II
- EucaliptosI
- Eucaliptos II
- Gralha Azul
- Iguaçu I
- Iguaçu II
- Nações
- Pioneiros
- Santa Terezinha
- Parque Industrial
- Santa Maria
- Jd Veneza

#### Outras áreas fora do perímetro urbano
- Passo Amarelo

### Localidades rurais
- Campo da Cruz
- Campo do Rio
- Fazenda Iguaçu (Capocu)
- Passo Amarelo
- Rio Abaixo
- São Sebastião
- Samambaia

## Segurança
A Guarda Municipal de Fazenda Rio Grande é responsável por realizar atividades de policiamento ostensivo e comunitário dentro do município. Em caráter estadual temos a Polícia Militar, a Polícia Civil e o Corpo de Bombeiros. Também existe a FAZTRANS, órgão municipal de trânsito. Em 2023, a cidade de Fazenda Rio Grande foi considerada a 2ª cidade mais segura do Paraná entre os municípios com mais de 100 mil habitantes.

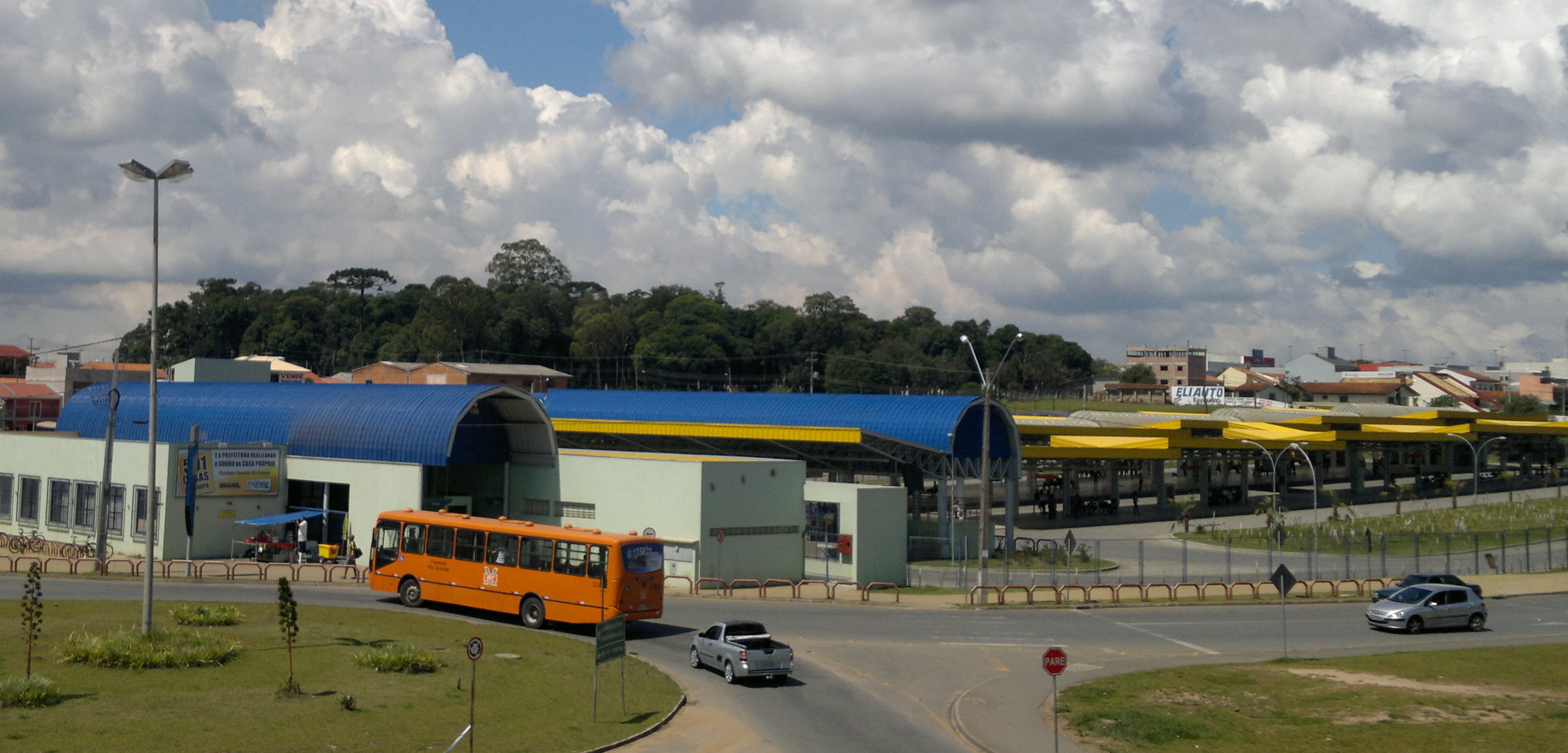
Terminal Urbano do município, que também a conecta com outros municípios da Grande Curitiba.

## Lazer

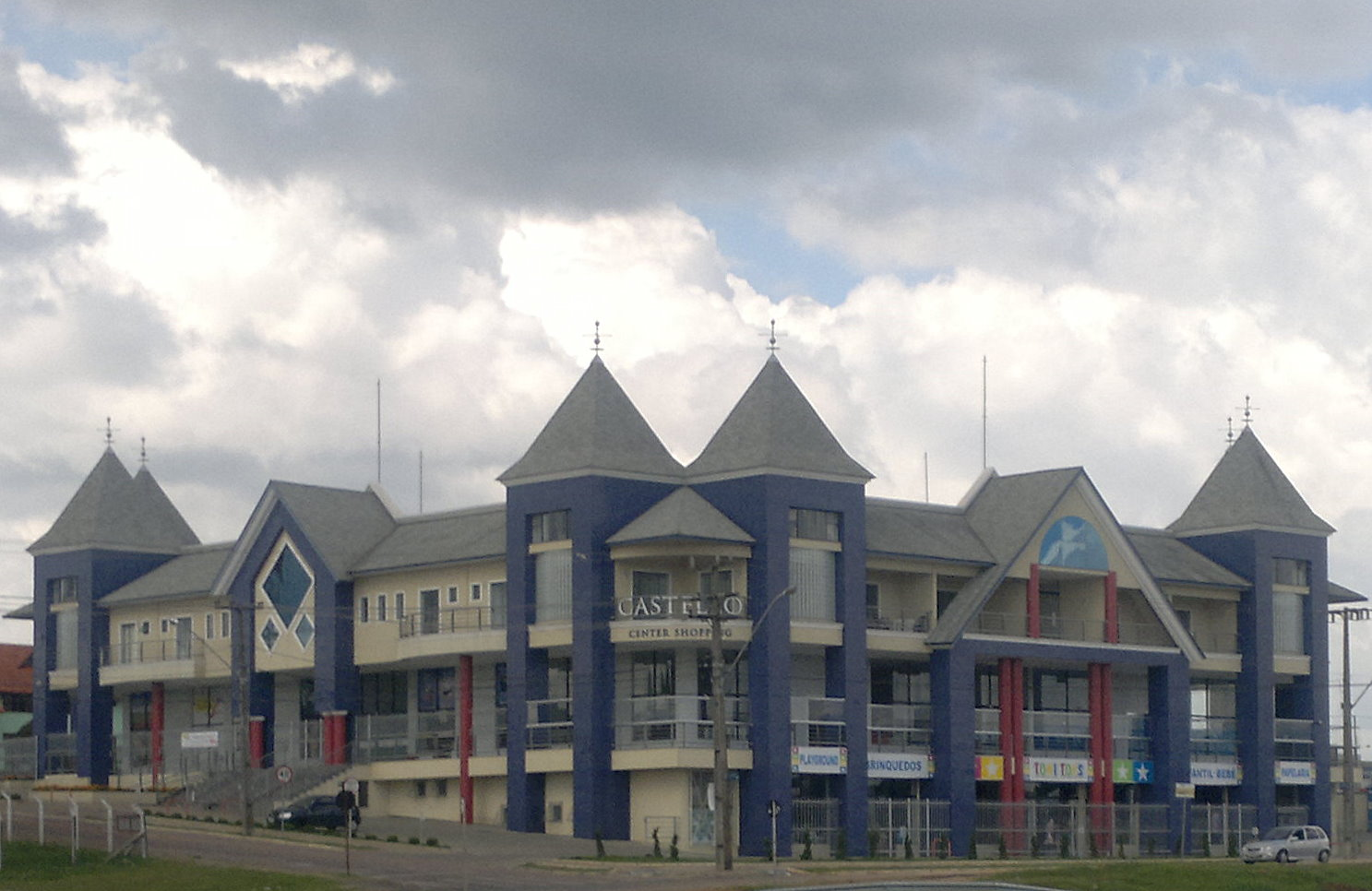
O Castello Center Shopping, à margem da BR-116.

- Clube C.T.G: diversos eventos são realizados, dentre eles pode-se destacar o típico rodeio crioulo.
- Parque Verde: situado no bairro Estados, é o maior e mais antigo parque da cidade, e possui lago, churrasqueiras, parquinhos e campos de Futebol (o maior possui dimensões muito próxima de um campo oficial) além de contar com uma imensa área verde florestal.
- Praça Brasil: situado no mesmo local da prefeitura, foi reformado recentemente, contendo campos de esporte, praça e uma academia ao ar livre. Muitos eventos são realizados na Praça Brasil.

## Transporte
O município de Fazenda Rio Grande é servido pela seguinte rodovia:
- BR-116, que liga Curitiba a Porto Alegre

## Esporte
No passado a cidade possuiu um clube no Campeonato Paranaense de Futebol, o Recreativo Nova Estrela.